# Burckhardt
Burckhardt är ett tyskt efternamn, som burits av bland andra:
- Abel Burckhardt (1805–1882), schweizisk psalmförfattare
- Carl Jacob Burckhardt (1891–1974), schweizisk diplomat och historiker
- Heinrich Christian Burckhardt (1811–1879), tysk skogsvetare
- Jacob Burckhardt (1818–1897), schweizisk kulturhistoriker
- Johann Karl Burckhardt (1773–1822), tysk astronom
- Johann Ludwig Burckhardt (1784–1817), schweizisk forskningsresande
- Rudolf Burckhardt (1851–1914), tysk kyrkobyggmästare
- Rudolf Burckhardt (1866–1908), schweizisk zoolog
- Rudolf Burckhardt (1877–1964), schweizisk museiman
- Titus Burckhardt (1908–1984), schweizisk sufiforskare